# Johanneskerk (Dresden)
De Johanneskerk (Duits: Johanneskirche) in de Duitse stad Dresden werd in de jaren 1874-1878 door Gotthilf Ludwig Möckel gebouwd en was het eerste grote neogotische kerkgebouw van de stad. Tot de afbraak in de jaren 50 van de 20e eeuw stond de in de oorlog beschadigde kerk op de kruising van de Güntz-/Pillnitzer Straße in het stadsdeel Pirnaische Vorstadt.

## Omschrijving
De architect verkreeg de opdracht na het winnen van een wedstrijd. Met zijn ontwerp wilde hij de neogotische bouwstijl in Dresden introduceren. De Johanneskerk betrof een eenschepig gebouw met dwarsschip en poligonaal kooreinde met aan de zuidelijke arm van het transept de toren. De gevel van de kerk bestond uit zandsteen uit de Elbe. Voorbeelden voor de 65 meter hoge kerktoren waren de kathedraal van Laon en de dom van Naumburg.
Het kerkschip had een lengte van 47 meter en mat op de breedste plek 22 meter. Het interieur van de kerk inclusief de galerijen had 900 zitplaatsen en werd verrijkt met beelden van de twaalf apostelen en Johannes de Doper aan de pijlers, die van Franse kalksteen waren gemaakt. Op de galerij van het zuidelijke dwarsschip bevond zich het orgel met twee manualen, 28 registers en 1692 orgelpijpen. Bijzonder waren ook de rijk geborduurde liturgische gewaden en de fraaie driekleurige tapijten. In de toren hingen drie klokken die gegoten waren door de Dresdner klokkengieterij Große.
De kerk werd op 24 april 1878 gewijd. Voor de bouw en het interieur werden ruim 600.000 mark uitgetrokken.

## De Verwoesting
Bij de Brits-Amerikaanse luchtaanvallen op de stad brandde het kerkgebouw in februari 1945 uit. Wegens de staalconstructie van het dak viel de schade relatief mee, terwijl de kerktoren vrijwel onbeschadigd bleef. Daarentegen waren er in het grote parochiegebied van de kerk slechts drie huizen blijven staan, waarmee er feitelijk geen Johannesparochie meer bestond. In 1951 werd het kerkschip afgebroken. Het plan was om de toren te behouden, maar de socialistische overheid stoorde zich aan de kerktoren en trof voorbereidingen om hem op te blazen. Veel burgers van de stad protesteerden tegen de voorgenomen vernietiging, maar het haalde niets uit. Op 8 april 1954 werd ten slotte ook de toren van de Johanneskerk opgeblazen. Lange tijd bleef het terrein een groene vlakte, totdat in de jaren 1990 er een katholiek gymnasium werd gebouwd.

## Afbeeldingen

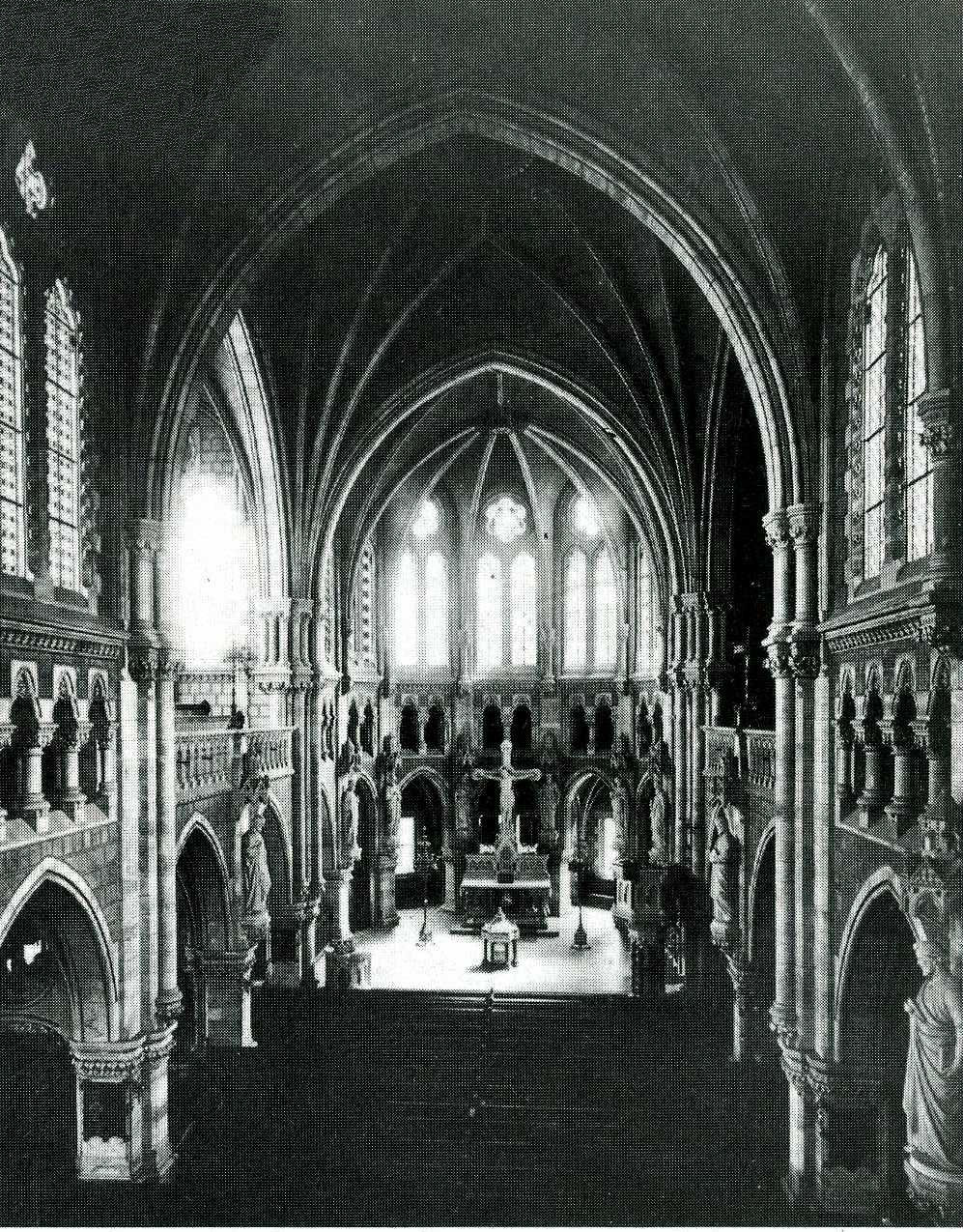
Interieur
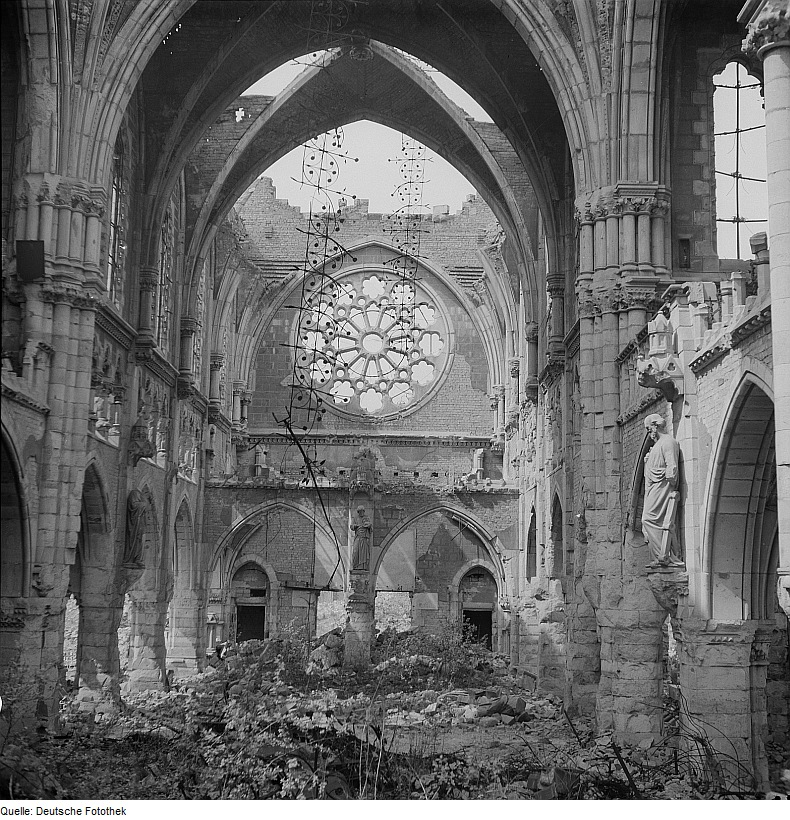
Het kerkschip na de oorlog
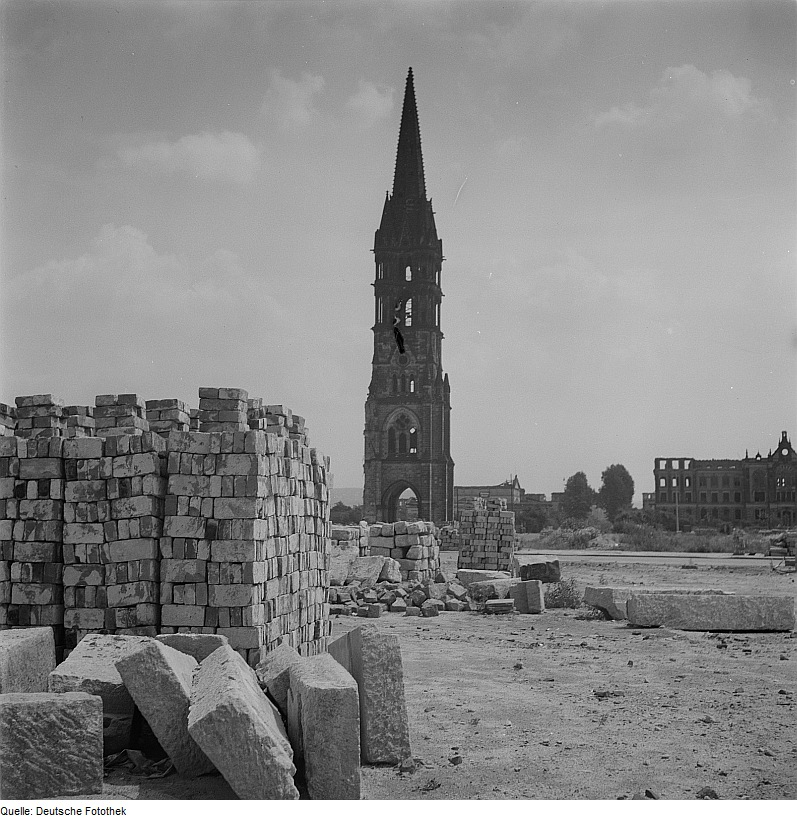
De toren na de sloop van de kerk